# Église monolithe
Une église monolithe (ou église monolithique, ou encore église rupestre) est une église construite dans un bloc de pierre.
Ce genre d'église se trouve généralement sur une pente de colline ou de montagne et sa complexité d'architecture peut être comparée à celle de bâtiments. Elle peut aussi être une grotte sommairement aménagée, voire décorée seulement (sculptures, fresques, statues). Une église peut aussi être partiellement rupestre en étant construite sur un terrain nu devant la roche, puis agrandie dans le rocher pour des raisons de place ou de défense. Enfin, une église peut avoir une partie rupestre qui est un sanctuaire ou une crypte.  

## Quelques églises monolithes

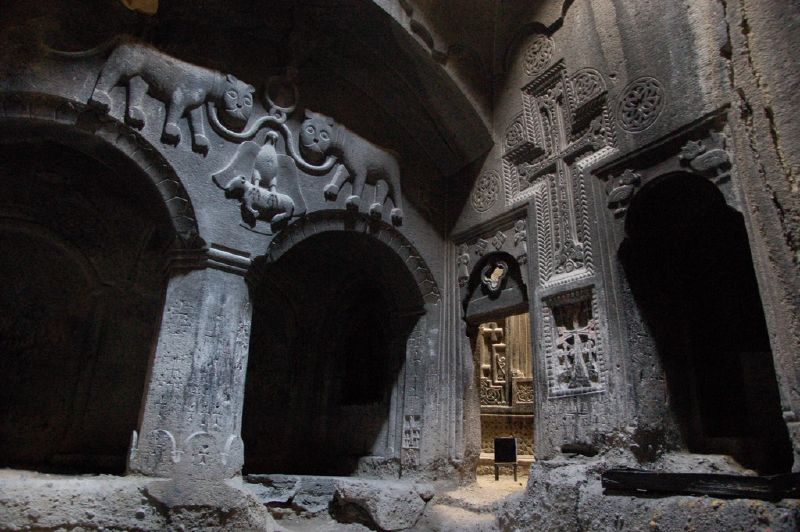
Geghard (monastère) en Arménie, IVe siècle

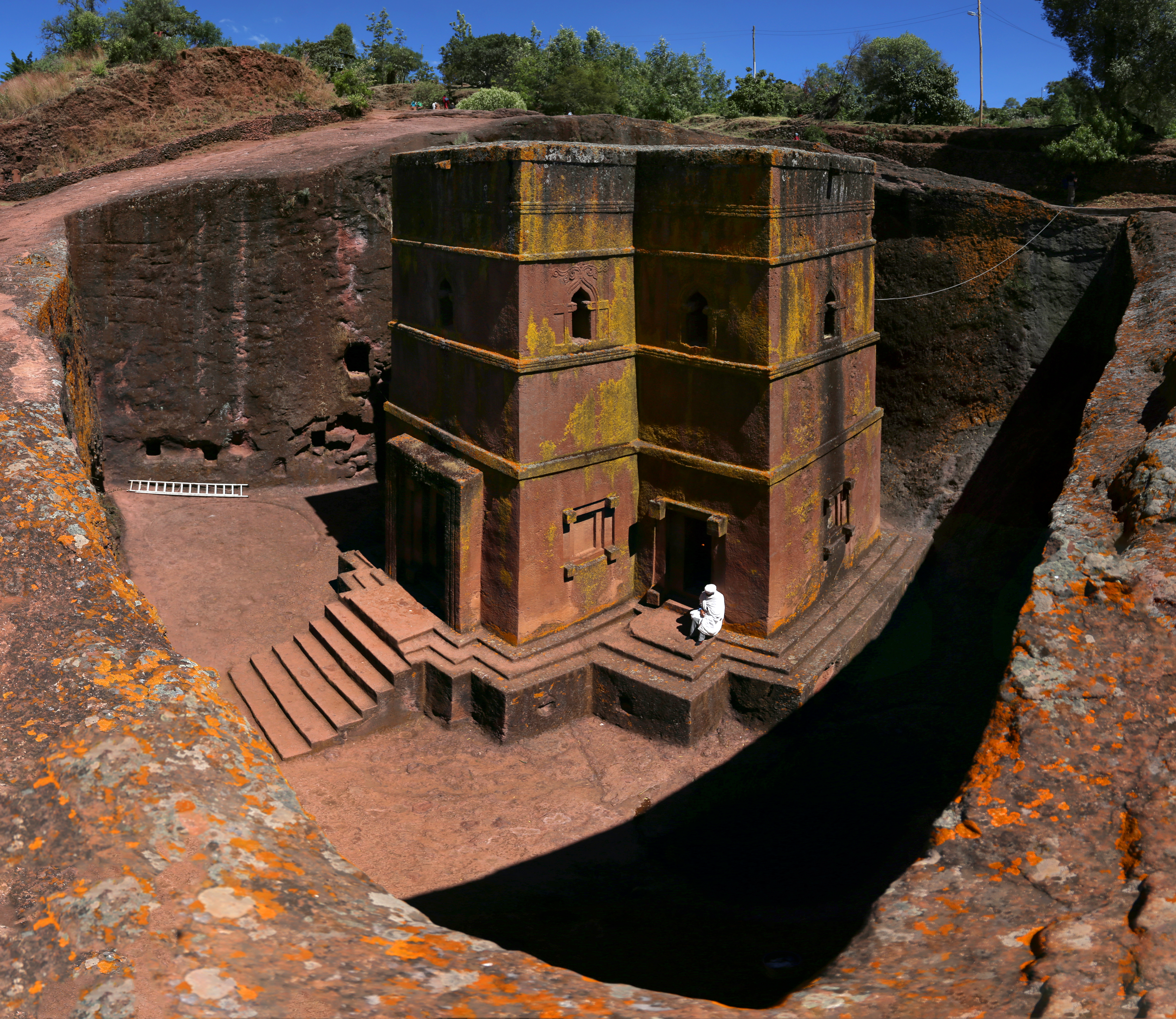
Beta Giyorgis (Église de Saint-George) à Lalibela en Éthiopie

- Geghard (monastère) en Arménie (près d'Erevan)
- Les églises de Ivanovo en Bulgarie (près de Roussé)
- L'église de Temppeliaukio à Helsinki en Finlande
- Les églises rupestres de la Cappadoce en Turquie
- Les églises rupestres de Lalibela et église Saint-Michel de Yeka en Éthiopie
- L'Église de Bobastro à Malaga en Espagne

## Églises souterraines monolithes
En France :
- Ancienne église Saint-Émilion, Saint-Émilion, Gironde
- Ancienne église monolithe Saint-Jean, Aubeterre-sur-Dronne, Charente (VIIe et XIIe siècles[1])
- Église de l'Annonciation, Haute-Isle, Val-d'Oise[2]
- Chapelle du château de Valmer, Chançay, Indre-et-Loire[3]
- Chapelle monolithe de Caudon, Domme, Dordogne[4]
- Chapelle Notre-Dame-de-Lorette, à Saint-Épain, en Indre-et-Loire[5]
- Chapelle Saint-Georges de Gurat, Gurat, Charente[6]
- Chapelle Saint-Georges, Rochecorbon, Indre-et-Loire[7]
- Chapelle de l'Écheneau, Vouvray, Indre-et-Loire[8]
- Ancienne chapelle du village troglodyte, Louresse-Rochemenier, Maine-et-Loire
- Ermitage Saint-Martial, Mortagne-sur-Gironde, Charente-Maritime[9]
- Chapelle rupestre Saint-Gervais à Les Roches-l'Evêque (41)
- Chapelle rupestre du château de Rochambeau, Thoré-la-Rochette (41)
- Chapelle romane des Grottes de Jonas, Puy-de-Dôme.
- Plusieurs églises sont en partie rupestres, notamment l'église de Vouvray (37), commune qui possède aussi la chapelle troglodyte de l'Echeneau; l'escalier d'accès au clocher donne sur le coteau au-dessus du bourg. Ou celle de Sainte-Radegonde au nord de Tours, qui a une grotte où habitait Saint-Martin et dont le clocher est bâti sur la roche au-dessus de l'église : on passe cette couche de roche brute lorsqu'on y accède depuis l'église elle-même. Généralement ces églises sont bâties à flanc de coteau, dans de la roche calcaire qui se prête aux caveaux troglodytes. Une autre chapelle semi-troglodytique, la chapelle Sainte-Radegonde  de Chinon, est située à flanc de coteau, à l'est du centre-ville historique.